# Арпітанія

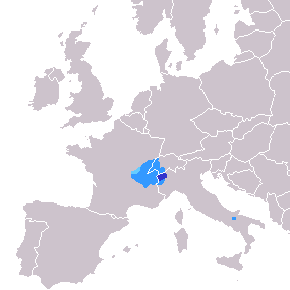
Країна на мапі Європи

Арпітанський стяг

Арпітанія (арп. Arpitania) — країна в Європі, або ж територія, де історично вживається арпітанська мова.
Самі терміни «Арпітанія» та «арпітанська мова» слід вважати ретронімами, що з'явилися лише в 20 столітті, позаяк початково вони стосувалися лише альпійських регіонів, де користувалися відповідною мовою, бо й саме слово означає ніщо інше, як назву Альпів місцевою мовою. Ця назва міцно просувалася Арпітанським рухом, лівим політичним угрупованням з Валле-д'Аоста, що діяло в 1970-х роках. У 1990-х термін позбувся політичного контексту, та вживання слова «Арпітанія» нагадує про спільну культурну спадщину й місцеву самосвідомість, полишаючи обмеженість однією мовою.
Арпітанцями називаються всі мешканці країни незалежно від мови, якою розмовляють.

## Розташування

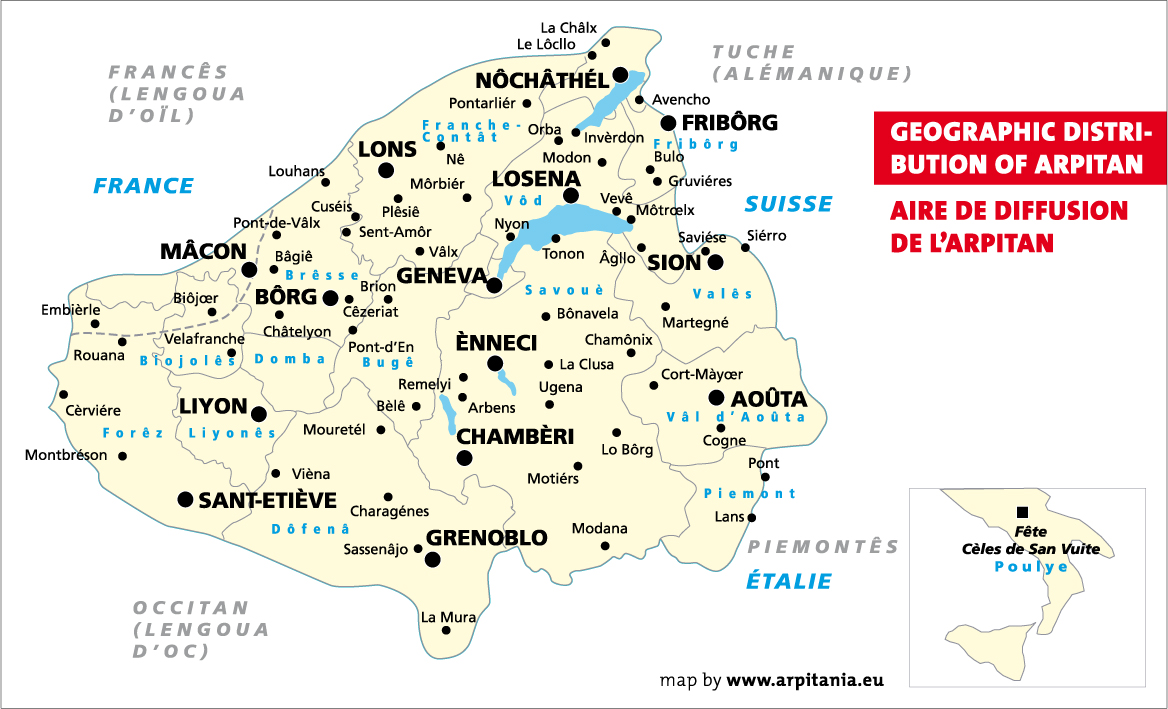
Мапа Арпітанщини. На вставці показано два міста на півдні Італії, де також уживається арпітанська мова.

До країни належать землі трьох держав:
- Франція (Савоя, Дофіне, Ізер, чимала частина Рони, південний Франш-Конте, маленький терен Ену).
- Італія (Валле-д'Аоста, арпітаномовні долини в П'ємонті).
- Швейцарія (Романдія (окрім північно-західної частини Юри)).